# Kelli Maroney
Kelli Maroney (n. 30 decembrie 1960, Minneapolis, Minnesota, SUA) este o actriță americană de film și televiziune. 

## Cariera
Cele mai cunoscute roluri ale sale sunt Cindy Carr în Colegiul Ridgemont⁠(d) (1982), Samantha Belmont în Noaptea cometei (1984), Jamie în The Zero Boys⁠(d) și Allison în Chopping Mall⁠(d) (1986). În televiziune, aceasta a apărut în telenovelele Ryan's Hope⁠(d) (1979-1983) și One Life to Live⁠(d) (1984-1985).
A avut roluri în seriale de televiziune precum True Blood⁠(d), Family Feud⁠(d), Simon & Simon⁠(d), Verdict crimă, FBI: The Untold Stories⁠(d) și Chicago Hope⁠(d).
A fost prezentă pe coperta revistei People alături de actrițele Genie Francis⁠(d) și Kristen Vigard⁠(d) pentru un articol din 1980 intitulat „Torrid Teens on the Soaps” .
Maroney a fost invitată în episodul de Halloween „So Sexy It’s Scary” din 2015 al canalului de televiziune Playboy TV⁠(d) alături de Jeffrey Reddick și Lisa Wilcox. A fost intervievată în cadrul podcastului „I Blame Dennis Hopper” al actriței Illeana Douglas.
De asemenea, Maroney a fost intervievată pentru documentarul Time Warp: The Greatest Cult Films of All-Time din 2019.

## Filmografie
| An   | Titlu                          | Rol                  | Note        |
| ---- | ------------------------------ | -------------------- | ----------- |
| 1982 | Fast Times at Ridgemont High   | Cindy                |             |
| 1983 | Slayground                     | Jolene               |             |
| 1984 | Night of the Comet             | Samantha Sam Belmont |             |
| 1986 | Chopping Mall                  | Alison Parks         |             |
| 1986 | The Zero Boys                  | Jamie                |             |
| 1987 | Big Bad Mama II                | Willie McClatchie    |             |
| 1988 | Not of This Earth              | Asistenta Oxford     |             |
| 1989 | Jaded                          | Jennifer             |             |
| 1989 | Transylvania Twist             | Hannah               |             |
| 1990 | Hard to Die                    | Porno Wife           |             |
| 1991 | Servants of Twilight           | Sherry Ordway        |             |
| 1991 | Scream Queen Hot Tub Party     | Kelli Maroney        |             |
| 1993 | Midnight Witness               | Devon                |             |
| 1999 | Sam and Mike                   | Coproducătoul        | Scurtmetraj |
| 2004 | Audition                       | Brett                | Scurtmetraj |
| 2011 | Lip Service                    | Janice               |             |
| 2019 | In Search of Darkness          | Kelli Maroney        | Documentar  |
| 2019 | Blowing Up Right Now           | Ruth                 |             |
| 2020 | Exorcism at 60,000 Feet        | Ms. Jenkins          |             |
| 2020 | In Search of Darkness: Part II | Kelli Maroney        | Documentar  |
| 2020 | A Well Respected Man           | Anita Padgett        | Scurtmetraj |
| 2020 | The Deep Ones                  | Ambrose Zadok        |             |
| 2022 | Staycation                     | Cynthia Oxford       |             |

| An        | Titlu                                 | Rol             | Note                                       |
| --------- | ------------------------------------- | --------------- | ------------------------------------------ |
| 1979–1982 | Ryan's Hope                           | Kimberly Harris | 319 episoade                               |
| 1984      | Celebrity                             | Josie           | Miniserie de televiziune                   |
| 1984      | One Life to Live                      | Tina Lord       | Serial de televiziune                      |
| 1986      | Simon & Simon                         | Angela Fielding | Episodul: "Eye of the Beholder"            |
| 1986      | Murder, She Wrote                     | Cissy Barnes    | Episodul: "Menace, Anyone?"                |
| 1991      | FBI: The Untold Stories               | Bonnie Kelly    | Episodul: "Kill for Love"                  |
| 1997      | The Pretender                         | Reporter        | Episodul: "Dragon House: Part 1"           |
| 1997      | Face Down                             | Merrie/Meredith | Film de televiziune                        |
| 1999      | Chicago Hope                          | Grace McNeil    | Episodul: "Home Is Where the Heartache Is" |
| 2008      | True Blood                            | Televangelist   | Episodul: "Mine"                           |
| 2010      | Tim and Eric Awesome Show, Great Job! | Kelli           | Episodul: "Re-Animated"                    |
| 2012      | Gila                                  | Ofițerul Wilma  | Film de televiziune                        |